# Пхаан
Пхаа́н, также Паа́н (бирм. ဘားအံမ္ရုိ့; MLCTS: bha: am mrui. — Баан) — город в Мьянме, административный центр национальной области Карен.
Население на 1983 год составляло 41 501 человек.
Город находится в эстуарии реки Салуин, недалеко от залива Моутама (Мартабан).